# Benedikt Rudischer
Benedikt Rudischer (* 21. Juli 2003 in Krems an der Donau) ist ein österreichischer Handballspieler.

## Karriere
Rudischer begann in seiner Jugend bei der SG Krems/Langenlois Handball zu spielen. Mit den Niederösterreichern sicherte sich der Rechtshänder in der U13 und U18 den Staatsmeistertitel. Parallel zu seiner Ausbildung im Verein besuchte Rudischer die NÖ Sport- und Europamittelschule Mautern. Ab der Saison 2019/20 lief der Außenspieler für den UHK Krems in Jugendbewerben auf.
2020/21 war Rudischer dann sowohl für die SG Krems/Langenlois in der Landesliga, als auch für den UHK Krems in der Handball Liga Austria aktiv. 2021/22 lief Rudischer beim UHK Krems sowohl für die zweite Mannschaft, welche an der HLA Challenge teilnahm, als auch für die erste Mannschaft auf. Mit dem Team, welches an der Handball Liga Austria teilnahm, konnte er den Meistertitel feiern. Seit 2023/24 wird er nur noch in der ersten Mannschaft eingesetzt. 2024/25 feierte Rudischer mit Krems seinen zweiten Meistertitel.
2021 nahm der Außenspieler mit der österreichischen Jugend-Nationalmannschaft an der U-19-Europameisterschaft in Kroatien teil.

## Saisonstatistik

### HLA Meisterliga
| Saison    | Verein    | Spielklasse     | Spiele | Tore | 7-Meter      | Feldtore |
| --------- | --------- | --------------- | ------ | ---- | ------------ | -------- |
| 2020/21   | UHK Krems | HLA Meisterliga | 09     | 01   | 0/0          | 01       |
| 2021/22   | UHK Krems | HLA Meisterliga | 020    | 012  | 0/0          | 012      |
| 2022/23   | UHK Krems | HLA Meisterliga | 024    | 031  | 3/3          | 028      |
| 2023/24   | UHK Krems | HLA Meisterliga | 023    | 073  | 16/19        | 020      |
| 2024/25   | UHK Krems | HLA Meisterliga | 026    | 073  | 12/16        | 061      |
| 2020–2025 | gesamt    | HLA Meisterliga | 102    | 190  | 31/38 (82 %) | 159      |

## Erfolge
- UHK Krems
  - 1× Österreichischer Meister 2021/22, 2024/25